# Гітоп
Гітоп (англ. Hytop) — місто (англ. town) в США, в окрузі Джексон штату Алабама. Населення — 441 особа (2020).

## Географія
Гітоп розташований за координатами 34°54′23″ пн. ш. 86°5′7″ зх. д. / 34.90639° пн. ш. 86.08528° зх. д. (34.906402, -86.085258).  За даними Бюро перепису населення США в 2010 році місто мало площу 5,88 км², уся площа — суходіл.

## Демографія
Згідно з переписом 2010 року, у місті мешкали 354 особи в 138 домогосподарствах у складі 101 родини. Густота населення становила 60 осіб/км².  Було 165 помешкань (28/км²).
Расовий склад населення:
| - 91,5 % — білих - 4,5 % — корінних американців - 0,3 % — чорних або афроамериканців - 3,4 % — осіб інших рас |

До двох чи більше рас належало 0,3 %. Частка іспаномовних становила 3,4 % від усіх жителів.
За віковим діапазоном населення розподілялося таким чином: 25,4 % — особи молодші 18 років, 56,5 % — особи у віці 18—64 років, 18,1 % — особи у віці 65 років та старші. Медіана віку мешканця становила 38,7 року. На 100 осіб жіночої статі у місті припадало 107,0 чоловіків;  на 100 жінок у віці від 18 років та старших — 95,6 чоловіків також старших 18 років.
Середній дохід на одне домашнє господарство  становив 42 756 доларів США (медіана — 38 542), а середній дохід на одну сім'ю — 49 150 доларів (медіана — 41 932). За межею бідності перебувало 14,7 % осіб, у тому числі 27,4 % дітей у віці до 18 років та 7,5 % осіб у віці 65 років та старших.
Цивільне працевлаштоване населення становило 164 особи. Основні галузі зайнятості: виробництво — 36,0 %, освіта, охорона здоров'я та соціальна допомога — 17,7 %, науковці, спеціалісти, менеджери — 11,6 %, роздрібна торгівля — 8,5 %.